# ميشيل داوسون
ميشيل داوسون (بالفرنسية: Michelle Dawson)‏ (و. 1961  م) هي مدونة كندية.

## جوائز
حصلت على جوائز منها:
- Knight of the Order of Montreal ‏ (2017).[4]